# Alo Yoga
Alo Yoga es una empresa minorista estadounidense de ropa deportiva con sede en Los Ángeles, California. Fue fundada en 2007 por Danny Harris y Marco DeGeorge.

## Historia
Alo Yoga fue fundada en 2007 en Los Ángeles por Danny Harris y Marco DeGeorge, amigos de la infancia, que se habían interesado en el Yoga como tratamiento para la ansiedad y una lesión en la espalda, respectivamente. El nombre está compuesto por las iniciales de las palabras «air» (aire), «land» (tierra) y «ocean» (océano). La marca saltó a la fama cuando celebridades que recibieron productos gratis como Kendall Jenner, Antonella Rocuzzo, Hailey Bieber y Bella Hadid usaron Alo en fotografías tomadas por paparazzis.
La sede de Alo en Beverly Hills cuenta con estudios de yoga, gimnasios y otras instalaciones. En octubre de 2023, la empresa contaba con más de cincuenta tiendas físicas, a las que llama «santuarios», que cuentan con estudios de yoga y cafeterías.A enero de 2024 cuenta con 81 tiendas en todo el mundo.
Alo se ha expandido más allá de la ropa deportiva. En diciembre de 2020 se lanzó Alo Glow System, una marca de cuidado de la piel. En la Semana de la Moda de Nueva York en septiembre de 2022, Alo presentó la Colección Aspen, una línea de lujo de ropa de esquí y tokens no fungibles. La empresa comenzó a vender zapatillas deportivas en mayo de 2023. Su siguiente línea de lujo, la colección de ropa formal Alo Atelier, se lanzó en octubre de 2023.
Alo promueve la atención plena y publica imágenes de practicantes de yoga en su página de Instagram. La empresa se convirtió en el «Socio oficial de bienestar» de la Semana de la Moda de Nueva York en septiembre de 2021, organizando talleres de yoga y otros eventos. Abrió un espacio virtual en el videojuego Roblox en febrero de 2022.